# Frank Wijnhoven
Frank Wijnhoven (Groesbeek, 10 januari 1963) is een voormalige, Nederlandse voetballer, die als middenvelder speelde.
Hij begon bij De Treffers, dat in 1988 kampioen van de zondagamateurs werd.  Wijnhoven speelde van 1988 tot 1994 in het eerste van N.E.C. In het seizoen 1994/95 kwam hij uit voor De Graafschap, waarna hij terugkeerde bij De Treffers. Naast voetballer was hij teamleider in een distributiecentrum.